# 1841
- Wikisource

| Calendário gregoriano                                                        | 1841 MDCCCXLI                       |
| Ab urbe condita                                                              | 2594                                |
| Calendário arménio                                                           | 1290 – 1291                         |
| Calendário bahá'í                                                            | -3 – -2                             |
| Calendário budista                                                           | 2385                                |
| Calendário chinês                                                            | 4537 – 4538 Início a 23 de janeiro  |
| Calendário copta                                                             | 1557 – 1558                         |
| Calendário etíope                                                            | 1833 – 1834                         |
| Calendários hindus - Vikram Samvat - Calendário nacional indiano - Cáli Iuga | 1896 – 1897 1762 – 1763 4941 – 4942 |
| Calendário Holoceno                                                          | 11841                               |
| Calendário islâmico                                                          | 1257 – 1258                         |
| Calendário judaico                                                           | 5601 – 5602                         |
| Calendário persa                                                             | 1219 – 1220 Início a 21 de março    |
| Calendário rúnico                                                            | 2091                                |
| Calendário solar tailandês                                                   | 2384                                |

1841 (MDCCCXLI, na numeração romana) foi um ano comum do século XIX do actual Calendário Gregoriano, da Era de Cristo,  e a sua letra dominical foi C, teve 52 semanas,  início a uma sexta-feira e terminou também a uma sexta-feira.
| Ano completo                       |
| ---------------------------------- |
| Ano comum com início à sexta-feira |

## Eventos

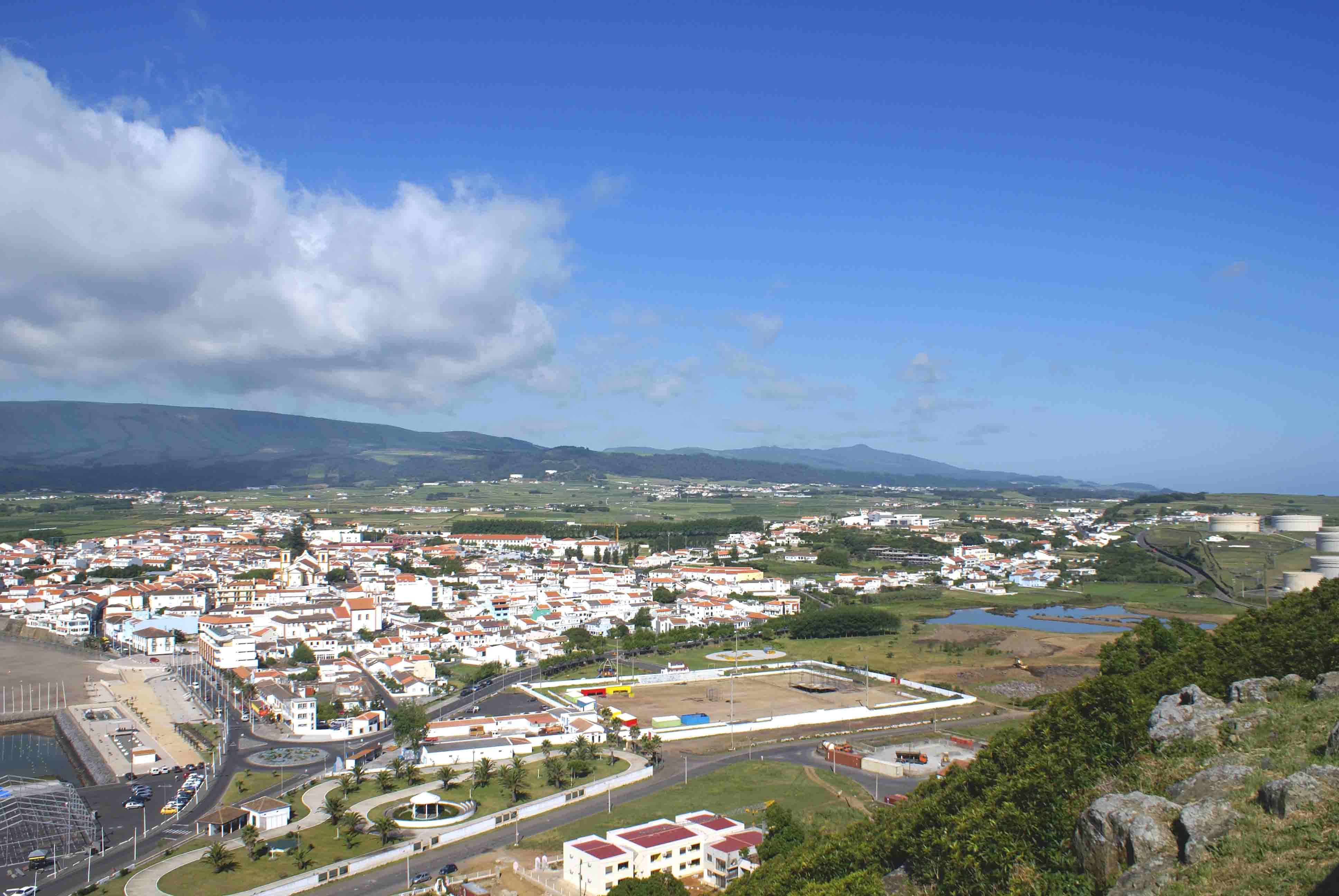
Vista parcial da cidade da Praia da Vitória, ilha Terceira, Açores.

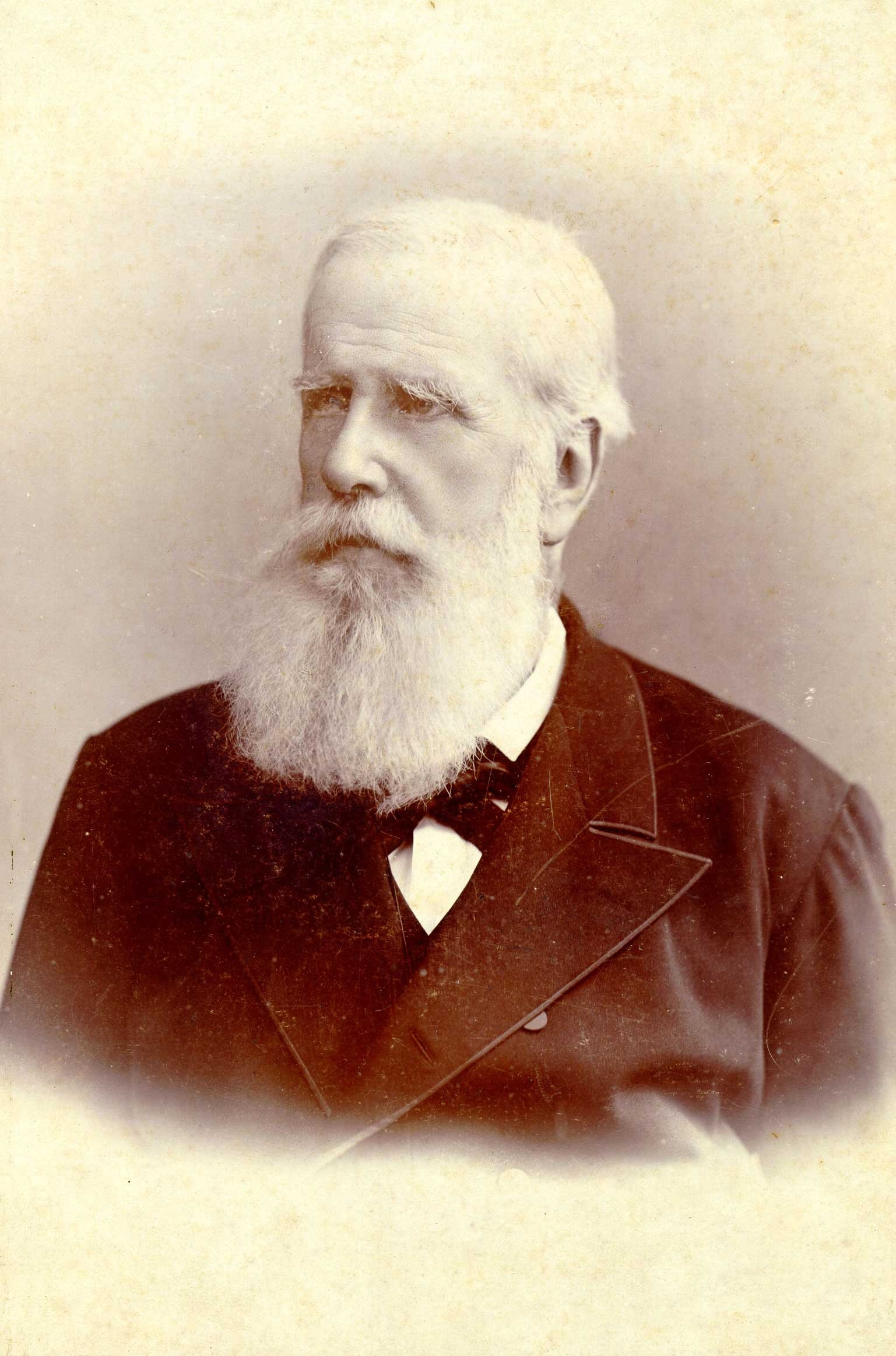
Dom Pedro II do Brasil.

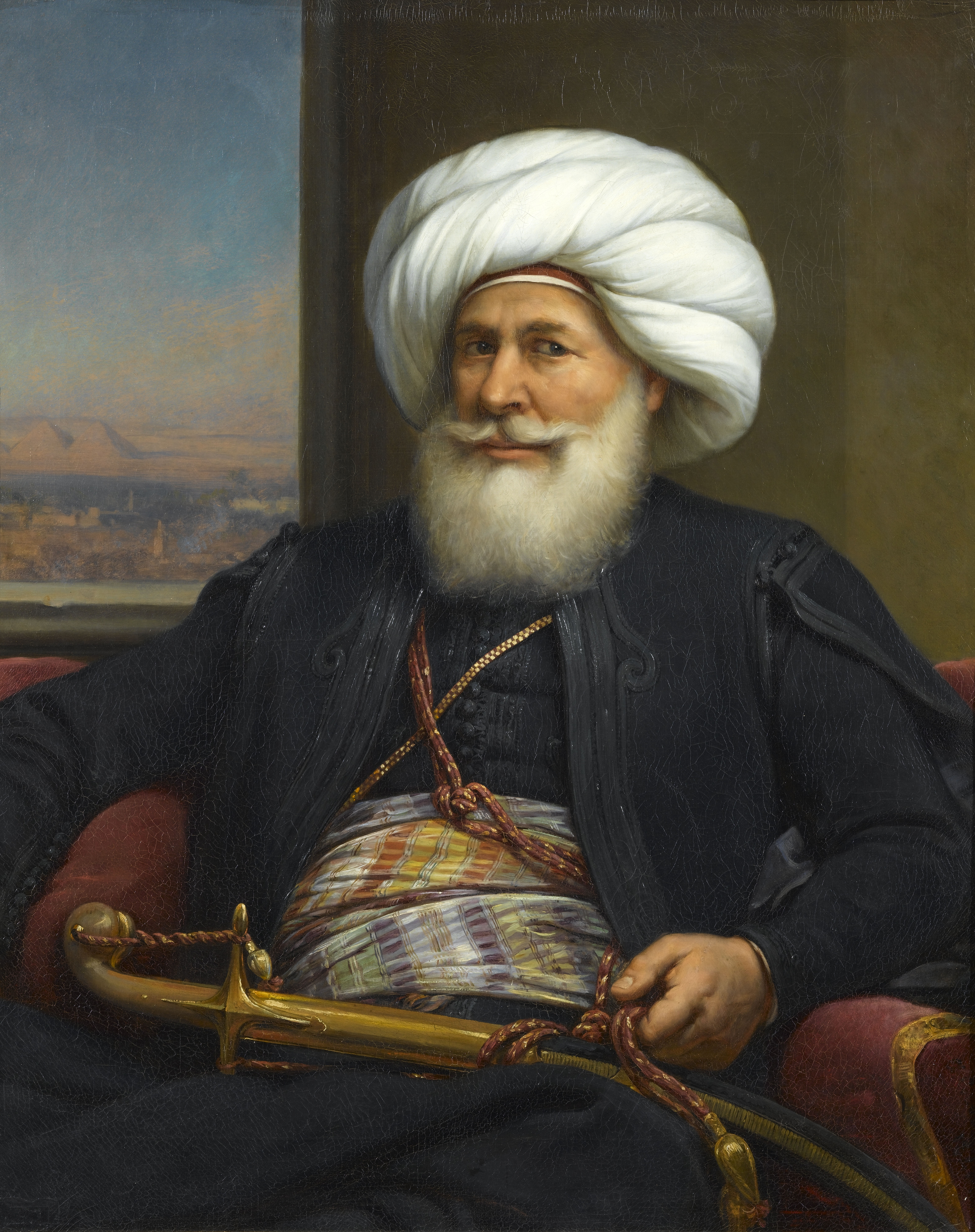
Mehmet Ali, governador do Império Otomano.

- Thomas Cook organiza a primeira excursão (de Londres a Leicester), dando assim início a uma das primeiras agências de viagens do Mundo.
- James Ross descobre a Antárctida.

### Janeiro
- 26 de janeiro - Durante a Guerra do Ópio, a Inglaterra ocupa o território de Hong Kong, que assim fica sob domínio britânico.

### Fevereiro
- 11 de fevereiro - O sultão otomano aceita o tratado com Maomé Ali, que assim obtém o Egito como reino hereditário, adquirindo ampla autonomia perante o Império Otomano.

### Março
- 4 de março - William H. Harrison toma posse como Presidente dos Estados Unidos

### Abril
- 4 de abril - Morte do presidente norte-americano William H. Harrison, que havia tomado posse apenas um mês antes. É substituído por John Tyler.

### Maio
- 3 de maio - A Nova Zelândia é proclamada colónia britânica, na sequência do Tratado de Waitangi assinado no ano anterior.

### Junho
- 15 de junho - terramotos de 15 de junho na Praia da Vitória e nas Fontinhas, ilha Terceira, Açores.[1]

### Julho
- 18 de julho - Dom Pedro II foi coroado Imperador do Brasil.

### Novembro
- 2 de novembro - Início da segunda guerra afegã, depois do massacre de oficiais ingleses.

### Indefinido
- Indefinido - Criação da primeira Agência de Publicidade em Boston, Estados Unidos, por Volney Palmer.

## Nascimentos
- 14 de janeiro - Berthe Morisot pintora impressionista francesa. (m. 1895)
- 15 de fevereiro - Manuel Ferraz de Campos Sales, presidente do Brasil (m. 1913)
- 25 de fevereiro - Pierre-Auguste Renoir, pintor impressionista francês (m. 1919).
- 2 de junho - Federico Zandomeneghi, pintor impressionista italiano. (m. 1917)
- 29 de julho - Gerhard Armauer Hansen, médico norueguês (m. 1912).
- Jules Henri Fayol, fundador da Teoria Clássica da Administração (m. 1925).
- 4 de agosto - Manoel de Mello Cardoso Barata, político brasileiro (m. 1916).
- 25 de agosto - Emil Theodor Kocher, vencedor do nobel da medicina em 1909 (m. 1917).
- 8 de setembro - Antonín Dvořák, músico checo (m. 1904).
- 28 de setembro - Georges Clemenceau, político francês (m. 1929).
- 4 de outubro - Prudente de Morais, presidente do Brasil (m. 1902)
- 16 de outubro - Ito Hirobumi, foi primeiro-ministro do Japão (m. 1909).
- 6 de novembro - Armand Fallières, presidente da França de 1906 a 1913 e primeiro-ministro em 1883 (m. 1931).
- 9 de novembro - Rei Eduardo VII do Reino Unido (m. 1910).
- 20 de novembro - Wilfrid Laurier, estadista canadiano (m. 1919).
- 20 de novembro - François Légitime, presidente do Haiti de 1879 a 1888 (m. 1935).
- 10 de dezembro - António de Sousa Hilário, jornalista e escritor português (m. ??).

## Mortes
- 15 de fevereiro - Romualdo de Sousa Coelho, bispo de Belém do Pará (n. 1762).
- 1 de junho - Nicolas Appert, francês (n. 1749).
- 27 de julho - Mikhail Lérmontov, poeta e romancista russo (n. 1814).
- 13 de novembro Carolina de Baden, rainha da Baviera (n. 1776).

## Por tema
- 1841 no Brasil
- 1841 na ciência
- 1841 na literatura
- 1841 na música